# Fischbach (Linder)
Fischbach är ett vattendrag i Österrike, på gränsen till Tyskland. Det ligger i den västra delen av landet, 400 km väster om huvudstaden Wien.
I omgivningarna runt Fischbach växer i huvudsak blandskog. Runt Fischbach är det ganska glesbefolkat, med 27 invånare per kvadratkilometer.